# 四川省 (中華民国)
四川省（しせんしょう）は、かつて中華民国に存在した省。1955年以降の四川省とは管轄範囲が大きく異なる。

## 管轄区域
中華民国建国当初に設置されて以来、3度にわたる管轄区域の縮小が行われている。1914年（民国3年）、康定、安良、化林、瀘定、雅江、道孚、太寧、理化、懐柔、定郷、稲城、貢噶、巴安、義敦、徳栄、武成、塩井、寧静、昌都、察雅、貢県、察隅、科麦、恩達、鄧柯、甘孜、炉霍、石渠、徳格、白玉、同普、丹巴、嘉黎、碩督、太昭の各県が川辺特別区に、1938年（民国27年）9月には雅安、天全、滎経、蘆山、漢源、宝興、西昌、冕寧、塩源、昭覚、会理、塩辺、越巂、寧南の各県および金湯、東寧の両設治局が西康省に移管されている。
また1939年（民国28年）5月には重慶市が院轄市に指定され四川省政府より分離、同時に巴県の一部が重慶市に移管されている。1947年（民国36年）時点での管轄区域面積は303,318平方キロメートルであり、東は湖南省および湖北省、西は西康省、南は湖南省及び貴州省、北は陝西省及び甘粛省と接していた。

## 行政沿革
1911年（宣統3年）10月10日、辛亥革命が発生すると、11月21日に広安県にて蜀北軍軍政府が成立、11月26日には瀘県にて川南軍政府が設立した。また27日には成都にて大漢軍政府及び張培爵、夏之時等による蜀軍軍政府が成立している。
1912年（民国元年）1月、川南軍政府が蜀軍軍政府に合流、2月2日には蜀軍軍政府と大漢軍政府が統合され四川軍政府が誕生した。同年7月12日、民政長官として民政長を設置、1914年（民国3年）5月23日に民政長は巡按使、1916年（民国5年）7月6日に省長と改称された。
1926年（民国15年）11月27日、国民党中央政治会議は川康綏撫委員会の設置を決定、四川省及び川辺特別行政区の軍事、政治を統括する臨時機関とされ、翌年1月1日、川康綏撫委員会が重慶にて成立している。1927年（民国16年）1月、四川省は武漢国民政府に帰順したが、同年4月21日に発生した上海クーデター後は南京国民政府に帰順している。1928年（民国17年）11月7日、南京国民政府は四川省臨時政務委員会を廃止、四川省政府委員会を設置し行政運営に当たった。1949年（民国38年）12月27日に成都が「解放」され中華民国は実効支配権を喪失した。その後四川省政府委員会は西康省西昌市に移転したが、人民解放軍による西昌戦役によって1950年（民国39年）3月27日に消滅した。

## 省会
1930年（民国19年）2月以前は成都県に、それ以降は成都市に設置された。

## 行政区画

### 道制
中華民国が成立すると他省では清代の道制が廃止されたが、四川省では1911年（宣統3年）に公布された『四川宣慰使章程』に依拠し道長官による行政権限が定められている。1913年（民国2年）2月7日、全省に川西道、川東道、上川南道、下川南道、川北道、辺東道、辺西道の7道が設置されている。1914年（民国3年）4月に辺東道及び辺西道が川辺特別区に移管、同年5月には道名の改称が実施され、西川道、東川道、建昌道、永寧道、嘉陵道とされた。
南京国民政府に帰順した後は、中央では道制廃止の方針が策定され他省では直ちに道制が廃止されたが、四川省ではその後も道制が存続している。1929年（民国18年）、南京政府は『国民政府より四川省政府に対し道尹廃止および実業庁名称変更に関する電報』を発し四川省政府に対し道制の廃止を通達、これを受け1930年（民国19年）になり道制がようやく廃止された。
- 西川道
- 東川道
- 建昌道
- 永寧道
- 嘉陵道

### 県級行政区画
中華人民共和国成立直前の管轄行政区画は下記の2市142県3設治局1管理局。（50音順）
- 市
  - 自貢市
  - 成都市
- 県
  - 安県
  - 安岳県
  - 威遠県
  - 筠連県
  - 雲陽県
  - 栄県
  - 永川県
  - 栄昌県
  - 営山県
  - 塩亭県
  - 旺蒼県:1941年10月、広元県の一部に旺蒼設治局を設置。1946年7月改編。
  - 温江県
  - 雅安県
  - 開県
  - 開江県:清代の新寧県。1914年1月改称。
  - 岳池県
  - 峨辺県
  - 峨眉県
  - 華陽県
  - 灌県
  - 簡陽県
  - 綦江県
  - 宜賓県
  - 渠県
  - 夾江県
  - 邛崍県
  - 儀隴県
  - 黔江県
  - 金堂県
  - 慶符県
  - 犍為県
  - 剣閣県
  - 高県
  - 珙県
  - 広安県
  - 江安県
  - 洪雅県
  - 広漢県
  - 広元県
  - 合江県
  - 江津県
  - 合川県
  - 興文県
  - 江北県
  - 江油県
  - 古宋県
  - 古藺県
  - 三台県
  - 資中県
  - 梓潼県
  - 射洪県
  - 秀山県
  - 什邡県
  - 資陽県
  - 昭化県
  - 城口県
  - 松潘県
  - 彰明県
  - 叙永県
  - 仁寿県
  - 新津県
  - 新都県
  - 新繁県
  - 遂寧県
  - 崇慶県
  - 崇寧県
  - 靖化県:1936年10月新設。
  - 井研県
  - 西充県
  - 青神県
  - 青川県:1941年10月、平武県の一部に設置。
  - 成都県
  - 石砫県
  - 宣漢県:清代の東郷県。1914年1月改称。
  - 蒼渓県
  - 双流県
  - 大足県
  - 大竹県
  - 大邑県
  - 達県
  - 丹棱県
  - 忠県
  - 中江県
  - 長寿県
  - 長寧県
  - 通江県
  - 墊江県
  - 潼南県:清代の東安県。1914年改称。
  - 徳陽県
  - 銅梁県
  - 内江県
  - 南渓県
  - 南江県
  - 南川県
  - 南充県
  - 南部県
  - 納渓県
  - 巴県
  - 巴中県
  - 郫県
  - 眉山県
  - 巫渓県:清代の大寧県。1914年1月改称。
  - 巫山県
  - 富順県
  - 武勝県:清代の定遠県。1914年1月改称。
  - 武隆県:1941年、涪陵県第5区に武隆設治局を新設。1944年8月改編。
  - 涪陵県
  - 汶川県
  - 屏山県
  - 平昌県:1944年10月、巴中県の一部に平昌設治局を設置。1948年12月改編。
  - 平武県
  - 璧山県
  - 彭県
  - 蓬安県
  - 蓬渓県
  - 彭山県
  - 彭水県
  - 奉節県
  - 酆都県
  - 北川県:清代の石泉県。
  - 蒲江県
  - 馬辺県
  - 万県
  - 万源県:清代の太平県。1914年1月に改称。
  - 名山県
  - 綿竹県
  - 綿陽県
  - 茂県
  - 沐愛県:1944年10月、高県の一部に沐愛設治局を設置。1948年10月改編。
  - 沐川県:1940年12月、屏山県北部に沐川設治局を設置。1942年2月改編。
  - 懋功県
  - 酉陽県
  - 雷波県
  - 楽山県
  - 楽至県
  - 羅江県
  - 理県:1914年6月、理番県として成立。1941年12月改称。
  - 隆昌県
  - 梁山県
  - 隣水県
  - 瀘県
  - 閬中県
- 設治局
  - 興中設治局:1942年3月、松潘県の一部に設置。
  - 農祥設治局:1945年11月、酉陽県及び秀山県の一部に設置。
  - 麦桑設治局:1942年3月、松潘県の一部に設置。
- 管理局
  - 北碚管理局